# 이원 (1962년)
이원(李源, 1962년 9월 23일~)은 사단법인 전주이씨대동종약원의 제사 전반을 담당하는 황사손(皇嗣孫)이다.

## 생애
대한제국 고종 황제의 두번째 아들인 의친왕의 9남, 이갑(李鉀)의 장남으로 1962년 9월 23일 서울 종로구 혜화동에서 태어났다. 2005년 7월에 영친왕의 아들인 이구의 양자가 되었다. 그는 조선 이씨 왕조의 왕실 후손이지만 왕실이 몰락한 뒤로 제정복고에 대한 의지를 드러내지 않았다.
1981년 상문고등학교를 졸업한 뒤, 이듬해 아버지를 따라 도미(渡美)하여 뉴욕공과대학교(New York Institute of Technology)에서 신문방송학을 전공하였다. 이후, 미국 케이블사 홈박스오피스(HBO)의 프로듀서를 거쳐 1995년 귀국해서는 금강기획 제작 업무 및 현대방송의 프로듀서로 근무하였으며, 2001년 현대홈쇼핑에 입사하여 2005년에 디지털 방송본부장으로 퇴직하였다. 
2005년 황세손 이구(李玖)가 후사가 없이 별세하여 가장 가까운 큰 아버지 의친왕계에서 양자를 들였어야 했는데, 당시 황실 서열 1위인 이준은 의친왕가의 종손으로 사동궁을 계승해야 했기에, 이준 다음 서열, 이상협이 이원으로 이름을 개명하여 이구의 사후 양자로 입적하여 영친왕가의 종손으로서 사단법인 전주이씨대동종약원의 황사손으로 봉무하고 있다.
이원은 5대 제향의 제주(祭主)로서 환구단대제, 종묘대제, 사직단대제, 조경단대제, 건원릉대제 등과 왕릉제향을 주재(主宰)한다.  2012년 사단법인 대한황실문화원을 설립하여 이사장을 맡고 있다.
이원은 일본에 있는 대한제국 황실 유물의 반환을 주장했다. 그는 2013년 2월 5일 일본 도쿄 우에노의 도쿄국립박물관에 소장 중인 대한제국 고종 황제의 투구와 갑옷, 익선관을 특별 열람하고, "황실의 유물들이 어떤 과정으로 유출돼 일본에까지 오게 됐는지 조사와 연구가 필요하다"며, "국가의 상징 유물은 해당 국가로 돌아가도록 하는 게 맞다"고 말했다.

## 학력
- 서울 상문고등학교 졸업(1981년)
- 미국 뉴욕 공과대학교(NYIT) 신문방송학과 학사(1989년)